# Алимонда, Гаэтано
Гаэтано Алимонда (итал. Gaetano Alimonda; 23 октября 1818, Генуя, Сардинское королевство — 30 мая 1891, Генуя, королевство Италия) — итальянский кардинал. Епископ Альбенги с 21 сентября 1877 по 12 мая 1879. Архиепископ Турина с 9 августа 1883 по 30 мая 1891. Кардинал-священник с 12 мая 1879, с титулом церкви Санта-Мария-ин-Траспонтина с 22 сентября 1879.